# Hugo Marsan
Pour les articles homonymes, voir Marsan (homonymie).
Hugo Marsan (nom de plume de Daniel Dutilh),,, né à Dax le 22 avril 1934, et mort à Paris le 18 mai 2022, est un journaliste, critique littéraire et écrivain français.

## Biographie
Hugo Marsan passe son enfance à Dax auprès d'une grand-mère dont il a repris le nom, puis suit des études de lettres à Lyon et à Paris. Conscrit durant la guerre d'Algérie, il s'installe à son retour en 1962 à Paris où il enseigne jusqu'en 1982.
Il entre au magazine Gai Pied en 1980 : il y est directeur des pages littéraires de 1980 à 1992, et rédacteur en chef entre 1985 et 1988.
Il travaille parallèlement comme critique littéraire pour Masques, Radio FG, puis pour Le Monde et lelitteraire.com (mars 2006-janvier 2007).
À partir de 1995, il est membre du jury du prix de l'écrit intime.
Monsieur désire (1992) rassemble des nouvelles érotiques. Le Corps du soldat s'inspire de ses souvenirs de la guerre d'Algérie, et dépeint les relations sexuelles entre militaires dans le désert.
Dans Le Désir fantôme (1999), un homosexuel se retrouve face au vieillissement et aux souvenirs. Véréna et les hommes (2004) met en scène un écrivain retiré et le clan des amis qui l'entourent, en proie aux rencontres et au désir.
En novembre 2001, alors critique au Monde, il écrit de Gabriel Matzneff : « [Il est] l'éternel initiateur des jeunes filles intelligentes qui s'accordent la pleine découverte du plaisir, en toute sécurité. Gabriel et ses conquêtes créent ensemble un paradis éphémère, une enclave de beauté sous un soleil toujours printanier. Il n'est responsable que de leur plaisir. […] Esclave du personnage de son Journal, il a subi la vindicte de ceux qui ont voulu le cataloguer pédophile. On ne veut pas admettre qu'il est, parmi nous, un être du futur où les femmes iraient jusqu'au bout de leurs fantasmes et déchireraient les voiles dont on les recouvre pour mieux les asservir. ».

## Décoration
- Officier de l'ordre des Arts et des Lettres, janvier 2012

## Publications
- La Mise amour, roman, 1980
- Un homme, un homme, essai, 1983
- Saint-Pierre des corps, nouvelles, 1984
- La Troisième Femme, roman, 1986
- La Femme-sandwich : essai sur la vie des femmes en province, 1987
- La Vie blessée : SIDA, l'ère du soupçon, essai, 1989
- Le Labyrinthe au coucher du soleil, roman, 1990
- Le Balcon d'Angelo, roman, 1991
- Monsieur désire, nouvelles, 1992
- Le Corps du soldat, roman, 1993
- Les Absents, roman, 1995
- Troisième sous-sol, nouvelles, 1997
- Le Désir fantôme, roman, 1999
- Place du bonheur, nouvelles, 2001 prix Renaissance de la nouvelle 2002
- La Gare des faux-départs, roman, 2002
- Véréna et les hommes, roman, 2004
- Les Jours heureux, pièce en 1 acte, 2006
- Abel, roman, 2007
- L'Assassin improbable, roman, 2009